# Доктор Ху (7. серијал)
Седми серијал британског научнофантастичног програма Доктор Ху је емитован на каналу BBC One у Уједињеном Краљевству и подељен је на два дела као и претходни серијал. Након премијере 1. септембра 2012. серијал се емитовао сваке недеље са пет епизода до 29. септембра. Преосталих осам епизода емитовано је између 30. марта и 18. маја 2013. године. Божићни специјал из 2012. „Снежни људи”, емитован је одвојено од главног серијала и увео је нову унутрашњост ТАРДИС-а, уводну шпицу, музичку тему и одећу за Доктора.
Седми серијал био је трећи и последњи серијал у ком су учествовали Мет Смит, Карен Гилан и Артур Дарвил. Они су поновили своје улоге Једанаестог Доктора, Ејми Понд и Рорија Вилијамса из претходног серијала. Гиланова и Дарвил су напустили серију након пете епизоде „Анђели заузимају Менхетн” након чега се Доктору придружила нова сапутница по имену Клара Освалд коју игра Џена-Луиз Колман која је остала у серијалу током друге половине. Главна прича серијала усредсређена је на значај лика Кларе коју је Доктор два пута раније сусрео као Освин у епизоди „Уточиште Далека” и као гувернанту у специјалу „Снежни људи”. Такође приказује појаву Докторовог непријатеља Велике интелигенције за коју се касније открива да покушава да сазна право Докторово име за своје потребе. Смит је остао годину дана дуже од Гиланове и Дарвила, а отишао је после специјала из 2013. године, док је његово последње појављивање било у божићном специјалу 2013. „Време Доктора”.

## Улоге

### Главне
- Мет Смит као Једанаести Доктор
- Клер Скинер као Меџ Арвел (специјал 1)
- Карен Гилан као Ејми Понд (главни: епизоде 1−5; гост: специјал 1)
- Артур Дарвил као Рори Вилијамс (главни: епизоде 1−5; гост: специјал 1)
- Џена-Луиз Колман као Клара Освалд (главни: специјал 2 и епизоде 6−13; гост: епизода 1)

### Епизодни
- Алекс Кингстон као Ривер Сонг (епизоде 5 и 13)

## Епизоде
Као и 6. серијал, и овај је подељена на два дела. По први пут у историји серије, свака епизода серијала је самостална прича без вишеструких делова.
| Специјал (2011) |    |                                   |                 |                |                     |       |
| 88 | —  | „Доктор, удовица и орман”         | Фарен Блекбурн  | Стивен Мофат   | 25. децембар 2011.  | 10,77 |
| Једанаести Доктор је слетео на Земљу 1938. године. Меџ Арвел му помаже да се врати у ТАРДИС. Три године касније, Меџин муж Реџ је нестао док је пилотирао бомбардером Авро Ланкастер у Другом светском рату, али она то крије од своје двоје деце, Лили и Сирила. Они беже из Лондона и усељују се у кућу у Дорсету где се Доктор представља као кућепазитељ. Сирил је намамљен кроз поклон, који је заправо портал на зимску планету. Тражећи Сирила, Доктор и Лили, и касније Меџ, улазе у кутију. Меџ наилази на рударе, који планирају да покупе дрвеће. Лили и Доктор прате Сирилове трагове до торња где дрвени хуманоиди покушавају да ставе круну на Сирила, што ће омогућити душама дрвећа да побегну. Када Меџ стигне, сматрају је довољно јаком да управља врхом торња и одведе их на сигурно. Када слете, Реџ је жив пошто је пратио светло са торња и безбедно слетео. Доктор одбија да остане на божићној вечери са породицом и посећује Ејми и Рорија, две године пошто их је последњи пут видео. |    |                                   |                 |                |                     |       |
| Први део |    |                                   |                 |                |                     |       |
| 89 | 1  | „Уточиште Далека”                 | Ник Харан       | Стивен Мофат   | 1. септембар 2012.  | 8,33  |
| Доктора, Ејми и Рорија киднапују Далеци који објашњавају да планета коју користе као уточиште мора бити уништена, али да би се то учинило њено поље силе мора бити онемогућено. Поље је већ био прекинуто због несрећног слетања младе жене, Освин Освалд годину дана раније. Далеци обезбеђују њима трома наруквице да их заштите од одбрамбеног система планете, који ће посетиоце претворити у марионете Далека. Иако их води Освин, која је хаковала планетарне системе, преобраћени остаци Освинине екипе краду Ејмину наруквицу. Доктор одлази да пронађе Освин, јер она тврди да може да онеспособи поље силе планете, а Освин упада у психичку везу Далека и брише сва њихова сећања на Доктора. Доктор открива да је Освин у потпуности претворена у Далека, али она и даље верује да је човек. Она на крају схвата истину, али смањује поље силе и Доктор, Ејми и Рори беже преко телепорта пре него што Далеци униште планету. Доктор се враћа у парламент Далека и открива да га се не сећају због Освинине интервенције. |    |                                   |                 |                |                     |       |
| 90 | 2  | „Диносауруси на свемирском броду” | Сол Мецштајн    | Крис Чибнал    | 8. септембар 2012.  | 7,57  |
| Доктор покушава да спречи уништење свемирског брода без посаде са товаром диносауруса заједно са Роријевим оцем, Брајаном, краљицом Нефертити и Џоном Риделом, ловцем на крупну дивљач. Доктор и његови сапутници откривају да је брод силуријанска барка дизајнирана да превезе рептилске хуманоиде на нову планету заједно са флором и фауном из њиховог временског периода. Откривају да је човек по имену Соломон убио силуријанске становнике да би продао диносаурусе на броду и кренуо за Нефертити након што је видео њену вредност. Доктор осујећује Соломонов план и спречава ракете да униште брод, али Соломону не даје милост. |    |                                   |                 |                |                     |       |
| 91 | 3  | „Град звани Милост”               | Сол Мецштајн    | Тоби Вајтхаус  | 15. септембар 2012. | 8,42  |
| ТАРДИС случајно слеће у Милост, град на америчком западу око 1870. године. Посада ТАРДИС-а открива да је градски лекар, Џекс, ванземаљац кога тражи киборг Револвераш. Доктор открива да је Џекс био научник који је експериментисао на добровољцима да би створио киборге који ће се борити у рату на његовој родној планети. Револвераш тражи освету за оно што му је учињено. Доктор се суочава са моралном дилемом да ли треба да понуди Џекса Револверашу. Он смишља план да помогне Џексу да побегне, али Џекс врши самоубиство да би спасао животе још невиних људи. Доктор спасава Револвераша од самоуништења и чини га маршалом Милости. |    |                                   |                 |                |                     |       |
| 92 | 4  | „Моћ троје”                       | Даглас Мекинон  | Крис Чибнал    | 22. септембар 2012. | 7,67  |
| Ејми и Рори почињу да се питају да ли би требало да изаберу нормалан живот или „живот са Доктором”. Многе црне коцке се појављују широм света, а Доктор остаје код Пондових да истражи, али коцке су неактивне и Доктор оставља UNIT задуженим за њих. Пролази годину дана и коцке изненада почну да активирају насумичне карактеристике пре него што зауставе срца једне трећине човечанства. Доктор на крају прати коцке до Шакрија који планирају да елиминишу човечанство пре него што колонизује свемир, верујући да је зараза. Доктор преокреће електрични пулс који се користи за заустављање људских срца и уништава брод Шакрија. На Брајанов наговор, Доктор узима Ејми и Рорија назад као сталне сапутнике. |    |                                   |                 |                |                     |       |
| 93 | 5  | „Анђели заузимају Менхетн”        | Ник Харан       | Стивен Мофат   | 29. септембар 2012. | 7,67  |
| Доктор води Ејми и Рорија у Централ парк. Док Доктор чита Ејми роман о Мелоди Малон, Рорија хвата Уплакани анђео по повратку из кафеа. Године 1938. у Њујорку, Рори налази Ривер Сонг, ауторку романа који је Доктор читао. Доктор и Ејми користе роман да открију пут у 1938. и пронађу Рорија док он и Ривер истражују преузимање Менхетна од стране Анђела. У хотелу проналазе остарелог Рорија на самртној постељи. Анђели су направили хотел како би задржали своје жртве и одржали сталан извор могуће енергије. Да би избегли његову судбину, Рори и Ејми скачу са врха зграде у смрт и стварају парадокс. Будећи се на гробљу са ТАРДИС-ом, Рорија пребацује преживели Анђео. Док Доктор моли Ејми да се врати у ТАРДИС, она се у сузама опрашта од њега и дозвољава Анђелу да је пошаље назад Рорију. Касније, схрвани Доктор чита Ејмин поговор у роману у коме пише да је све у реду и захтева да посети малу Амелију Понд док га она чека. |    |                                   |                 |                |                     |       |
| Специјал (2012) |    |                                   |                 |                |                     |       |
| 94 | —  | „Снежни људи”                     | Сол Мецштајн    | Стивен Мофат   | 25. децембар 2012.  | 9,87  |
| Потиштен након губитка Ејми и Рорија, Доктор се крије у викторијанском Лондону. „Велика интелигенција”, облик „снега сећања” који може да одражава мисли било чега око себе, смишља заверу да створи војску ледених људи. Док Стракс вози Доктора, наилазе на Клару, конобарицу. Доктор одбија да истражи Снежне људе и враћа се у ТАРДИС, у облаку изнад Лондона, до којег се може доћи степеништем. Клара се убрзо враћа свом послу гувернанте и сазнаје за опасност по цело човечанство. Она се обраћа Доктору за помоћ и он предузима акцију. Са Мадам Вастром, Џени Флинт и Страксом, Доктор и Клара побеђују Велику интелигенцију и њеног људског слугу. У том процесу, Доктор поново добија свој ентузијазам, одлучујући да узме Клару као своју сапутницу. Међутим, Клара је бачена са ивице облака и пада у смрт. Доктор открива Кларино пуно име – Клара Освин Освалд – и схвата да је Клара иста особа као Освин Освалд. Он закључује да је вероватно још увек жива у неко друго време и одлази у ТАРДИС-у да је пронађе. |    |                                   |                 |                |                     |       |
| Други део |    |                                   |                 |                |                     |       |
| 95 | 6  | „Звона Светог Јована”             | Колм Мекарти    | Стивен Мофат   | 30. март 2013.      | 8,44  |
| Доктор успева да пронађе другу верзију Кларе у данашње време. У међувремену, госпођица Кизлет и њени запослени у Шарду користе ходајуће Wi-Fi базне станице под надимком „Кашикаре” да учитају душе људи у datacloud, омогућавајући њеном клијенту Великој интелигенцији да ојача. Доктор спасава Клару од ове судбине преваривши госпођицу Кизлет да врати све душе назад у своја тела. Велика интелигенција брише сва сећања на рад за њега из ума запослених, ефективно их чини невиним за било какву неправду. Доктор позива Клару да му буде сапутница, али она тражи од њега да се врати следећег дана; жели мало времена да размисли о томе. |    |                                   |                 |                |                     |       |
| 96 | 7  | „Прстенови Акатена”               | Фарен Блекбурн  | Нил Крос       | 6. април 2013.      | 7,45  |
| Доктор истражује Кларину прошлост, не налазећи ништа необично осим што открије да јој је мајка умрла када је била млада. Када се вратио Клари, она тражи да је одведу да види „нешто сјајно”. Доктор је води до Прстенова Акатена, система прстења који кружи око велике планете за коју локална религија верује да је колевка живота. Валута овог друштва су предмети сентименталне вредности. Клара наилази на младу девојку по имену Мери Геџел, која ће бити жртвована на Празнику приноса да би умилостивила Старог бога. Доктор и Клара спасавају Мери и откривају да је Стари бог заправо паразит сећања и осећања који живи унутар велике планете. Клара му нуди свој драгоцени лист због којег су се њени родитељи упознали, и истичући да постоји бесконачне могућности за сваки избор, она побеђује паразита. |    |                                   |                 |                |                     |       |
| 97 | 8  | „Хладни рат”                      | Даглас Мекинон  | Марк Гетис     | 13. април 2013.     | 7,37  |
| Доктор и Клара покушавају да слете у Лас Вегас, међутим, ТАРДИС уместо тога слеће у совјетску подморницу 1983. и полеће без њих. На сопствено изненађење, Доктор проналази Леденог ратника, чувеног великог маршала Скалдака, који је одмрзнут из леда после 5000 година. Међутим, капетан Жуков не верује и Доктору и Клари и везао је Скалдака да спречи оштећење подморнице. По ратном законодавству, Скалдак сада сматра да је човечанство у целини објавило рат Леденим ратницима. Доктор покушава да убеди Скалдака да су он и Клара мирољубиви; када Скалдак поверује да нема других Ледених ратника, излази из свог оклопа да би започео форензичку анализу људских тела. Скалдак превари поручника Степашина да открије околности Хладног рата и спрема се да покрене алтернативну временску линију испаљивањем једне нуклеарне ракете. Међутим, Клара успева да га убеди да би било погрешно окончати невине животе, баш када стигне брод Леденог ратника и узима Скалдака. Ван опасности, Докторов сонични шрафцигер му говори да је систем померања непријатељског дејства активиран и послао ТАРДИС на Јужни пол.                                                                        |    |                                   |                 |                |                     |       |
| 98 | 9  | „Скривање”                        | Џејми Пајн      | Нил Крос       | 20. април 2013.     | 6,61  |
| Мислећи да би емпатична видовњакиња Ема Грејлинг могла да баци мало светла на Кларину прошлост, Доктор одлази у 1974. годину, где Ема и њен будући супруг проф. Алек Палмер истражују духа познатог као Вештица из бунара, у кући Калибурн. Након што се кућа охлади и појави се порука „помози ми”, Доктор позајмљује Алекову камеру и користи ТАРДИС да слика локацију виле током времена. Захваљујући томе, Доктор сазнаје да то није дух на сликама, већ временска путница по имену Хила Тукуријан која се заглавила у џепној димензији; она бежи од грозног створења. Доктор брзо конструише уређај који појачава Емине психичке способности, стварајући портал у џепну димензију. Ема не може да држи портал отворен довољно дуго да Доктор побегне. Клара успева да убеди ТАРДИС да накратко пролети и покупи Доктора, који се држи за спољашњост и бива вучен назад у стварност. Доктор објашњава да је Хила потомак Еме и Алека. Доктор схвата да је друго створење било у вили и да је друго створење његове врсте било биће у џепној димензији; брзо се враћа да га спасе. |    |                                   |                 |                |                     |       |
| 99 | 10 | „Путовање у средиште ТАРДИС-а”    | Мет Кинг        | Стивен Томпсон | 27. април 2013.     | 6,50  |
| ТАРДИС је покупила спасилачка екипа, бацивши Клару у дубине ТАРДИС-а. Доктор обећава браћи Ван Бален награду живота да би је спасли. Доктор закључава све да спасе Клару. Клара бежи од растопљеног створења и открива библиотеку ТАРДИС-а, где проналази Докторово право име. Поново окупљени, сви трче у машинску собу, која је оштећена „магно-грабом” Ван Баленових, а Доктор открива да су растопљени зомбији њихова будућа личност, настали због предугог боравка у просторији у којој се налази Око хармоније. Доктор и Клара стижу у машинску собу, где се он суочава са њом о њеним другим животима. Клара нема појма о својим другим животима, што Доктора чини срећним јер зна да она није одговорна. Клара пита Доктора за његово име. Доктор шаље уређај за даљинско управљање свом прошлом себи кроз временску пукотину како би ранији Доктор могао послати ТАРДИС на другу локацију баш у време су га Ван Баленови открили. Ово поништава тренутак када Ван Балени покупили и оштетили ТАРДИС и брише Кларина сећања. |    |                                   |                 |                |                     |       |
| 100 | 11 | „Гримизни ужас”                   | Сол Мецштајн    | Марк Гетис     | 4. мај 2013.        | 6,47  |
| Мадам Вастра, Џени и Стракс истражују мистерију „гримизног ужаса”. Пронађена су тела потпуно црвена, са супстанцом коју Вастра препознаје од пре него што су Силуријанци ушли у хибернацију као отров древне пијавице, у разблаженој верзији. Истражитељ показује оптографе Вастри од којих један приказује Доктора како вришти. Пошто се Свитвил, којим управља госпођа Гилифлауер, покаже сумњивим, Џени је послата да истражи и пронађе Доктора. Она успева, проналазећи га као жртву отрова, али још увек живог. Он брзо преокреће процес за њега и Клару. Суочавајући се са госпођом Гилифлауер, откривају да је „господин Свит” који ради са госпођом Гилифлауер једна од пијавица. Она планира да искористи његов отров да сачува човечанство тако што ће експлодирати ракету са њим. Међутим, ракета се активира без отрова, захваљујући Вастри и Џени. Стракс пуца на њу, а госпођа Гилифлауер пада и умире, након што је откривено да је тестирала отров господина Свита на својој ћерки. Ејда убија господина Свита својим штапом. Када се Клара врати кући, открива да су Арти и Енџи, деца које је чувала, пронашли њене фотографије са путовања, заједно са сликом викторијанске Кларе. |    |                                   |                 |                |                     |       |
| 101 | 12 | „Кошмар у сребрном”               | Стивен Вулфеден | Нил Гејмен     | 11. мај 2013.       | 6,64  |
| Пошто Арти и Енџи уцењују Клару, Доктор одлучује да одведе децу у Хеџвиков Свет чуда, међутим, дуго је напуштен од кибер-ратова. Видевши чудне инсекте, Доктор одлучује да остане. У исто време, нестао је и цар неколико галаксија. Кибермити, надограђене варијанте Кибермата, калеме кибернетички комад на Докторову главу, дајући му подељену личност, Кибер-планера. Они пристају да играју шах како би освојили потпуну доминацију над својим заједничким умом. Киберљуди, сада бржи и углађенији, хватају Артија и Енџи, стављајући их под своју контролу ума. Кибер-планер тера Доктора да жртвује своју краљицу да би ослободио децу. Доктор прави полублеф, добија уређај за неуронски шок, појачава га и пржи покривало за главу. Сада слободан, Доктор види да нема начина да заустави Киберљуде осим ако не разнесе планету. Пориџ, неко ко је радио са Виблијем на преварама купаца, открива се као је нестали цар. Пориџ гласом активира бомбу чиме се сви и ТАРДИС телепортују на царски брод. Клара одбија понуду за брак од Пориџа и Доктор све враћа кући. |    |                                   |                 |                |                     |       |
| 102 | 13 | „Име Доктора”                     | Сол Мецштајн    | Стивен Мофат   | 18. мај 2013.       | 7,45  |
| Затворени убица каже Мадам Вастри да ће Докторова однети своју тајну у гроб. Она користи успављивање да доведе себе, Џени и Стракса на конференцијски позив у њиховим сновима. Она шаље писмо Клари да је укључи. Ривер Сонг присуствује и објашњава да је Вастра погрешно разумела поруку. Откривен је његов гроб. Шаптачи киднапују Вастрину групу, док Клара буди и обавештава Доктора, чинећи га да схвати да се одвија пророчанство које је Тишина предвидела. У Трензалору, Докторово почивалиште је умирући, монолитни ТАРДИС. Унутра их чека Велика интелигенција. Она захтева да Доктор изговори своје право име да би откључао ТАРДИС. Када Доктор то одбије, Ривер га говори уместо њега. Доктор објашњава да се у ТАРДИС-у налази цела његова временска линија. Велика интелигенција крочи у то и распршује се кроз Докторов живот да би све његове победе претворила у поразе. Клара следи за њом, постајући две верзије себе које је Доктор упознао. Доктор улази у своју временску линију како би спасио Клару, након што она открије раније невиђену инкарнацију Доктора која је очигледно прекршила обећање које иде уз титулу Доктора.                                              |    |                                   |                 |                |                     |       |

### Додатне епизоде
| Бр. еп. | Наслов            | Редитељ      | Сценариста                    | Премијера                                            |
| --- | ----------------- | ------------ | ----------------------------- | ---------------------------------------------------- |
| 1 | „Добро као злато” | Сол Мецштајн | Ученици Основне школе „Ештон” | 24. мај 2012.                                        |
| Ејми подсећа Доктора да с времена на време треба да имају авантуру. Доктор се слаже и поставља ТАРДИС на „авантуристичко окружење”. После низа кварова, брод слеће усред Олимпијских игара у Лондону 2012, где их посећује успаничени олимпијски тркач, који тврди да га јуре. Његов прогонитељ је откривен као Уплакани анђео, који настоји да зграби олимпијски пламен и отме планетарну добру вољу и дух који симболизује. Доктор побеђује Анђела соничним шрафцигером, а тркач наставља своју мисију. Пре него што оде, даје Доктору своју златну медаљу. Док се Доктор спрема да крене у још једну авантуру са Ејми, Уплакани анђео почиње да се обнавља. |                   |              |                               |                                                      |
| 2 | Живот Пондових    | Сол Мецштајн | Крис Чибнал                   | 27 − 31. август 2012. (онлајн) 1. септембар 2012. () |
| Мини-пустоловина у пет делова премијерно приказаних на BBC-јевом Доктор Ху веб-сајту. Омнибус варијанта је приказана 1. септембра 2012. на сервису BBC Red Button. Док су код куће, Ејми и Рори примају Докторове позиве и сазнају шта он смера. Доктор стиже у њихов дом упозоравајући их на опасност по људе на Земљи, али стиже прерано да би Ејми и Рори разумели о чему прича и одлази. Ејми и Рори проналазе Докторовог Уда спашеног из сукоба како седи у њиховом тоалету након што је одлутао из Докторовог ТАРДИС-а. Када их Доктор поново позове након што је вратио Уда кући, открива да нема никога код куће. Он брише свој позив. Њему непознато, Ејми је избацила Рорија и жели да Доктор дође. |                   |              |                               |                                                      |
| 3 | „П.С.”            | TBA          | Крис Чибнал                   | 12. октобар 2012. (онлајн)                           |
| Мини епизода, приказана на једноставним цртежима, Роријевог писма његовом оцу Брајану у којем објашњава да се више никада неће видети. Сцена је првобитно требало да буде укључена у издање, али није снимљена због проблема са доступношћу глумаца. Због популарне потражње да се види закључак са Брајаном, сцена је направљена са скицама и објављена на интернету. |                   |              |                               |                                                      |
| 4 | „Богови кише”     | TBA          | Нил Гејмен                    | 24. септембар 2013. (кућно издање)                   |
| Доктор и Ривер Сонг су заробљени и препуштени на милост и немилост домороцима планете кишних богова и биће жртвовани тим боговима да би смирили њихов гнев и одржали своје усеве. Њих двоје разговарају о плану да побегну из своје невоље, свађајући се између себе, пре него што се умеша случајна олуја и дозволи њима двома да побегну у ТАРДИС. |                   |              |                               |                                                      |
| 5 | „Клара и ТАРДИС”  | TBA          | Стивен Мофат                  | 24. септембар 2013. (кућно издање)                   |
| Клара улази у контролну собу и расправља се са ТАРДИС-ом након што њена спаваћа соба мистериозно нестане. Расправа се завршава тако што ТАРДИС показује Клари пројекцију слајдова Докторових претходних сапутника. Одустајући, Клара одлази да пронађе своју спаваћу собу, да би је следеће ноћи зауставила она сама, која је још увек није пронашла. Њено друго ја почиње да разговара са конзолом, док се трећа Клара појављује, још увек исцрпљена и много више фрустрирана тражењем своје спаваће собе. Једном по једном, ТАРДИС испуњава контролну собу будућим верзијама Кларе од којих ниједна није нашла своју спаваћу собу. Епизода се завршава тако што Клара у чуду гледа како њени друге верзије вичу на конзолу.                                                                         |                   |              |                               |                                                      |
| 6 | „Информаријум”    | TBA          | Стивен Мофат                  | 24. септембар 2013. (кућно издање)                   |
| Док покушава да поправи пробој у језгру података, оператер у извору недозвољених информација званом „Инфораријум” прима снимљену поруку Доктора. Снимљени Доктор прича како је покушавао да се избрише из сваке базе података у универзуму, из једноставног разлога што жели да буде остављен на миру. Оператер каже да је то немогуће, а снимање одговара савршено синхронизовано. Доктор то објашњава рекавши да је оператер тако предвидљив. Доктор признаје да не може да се избрише, али је успео да потврди све информације о њему на исти начин као Тишина. Оператер не верује доктору и снимање се завршава. Докторов план функционише, јер оператер потпуно заборавља разговор и враћа се на квар. Епизода се завршава снимком како се Доктор поново појављује и цео разговор почиње изнова. |                   |              |                               |                                                      |

### Преднаставци
Видео снимци за пролог одабраних епизода објављени су путем различитих онлајн медија и позива Деца у невољи 2012.
| Бр. еп. | Наслов                                       | Редитељ         | Сценариста    | Премијера                                         |
| --- | -------------------------------------------- | --------------- | ------------- | ------------------------------------------------- |
| 1 | „Доктор, удовица и орман”                    | Маркус Вилсон   | Стивен Мофат  | 6. децембар 2011. (онлајн)                        |
| Доктор се види на свемирском броду како држи црвено дугме које ће, када га пусти, изазвати експлозију свемирског брода. Док је држао дугме, позвао је ТАРДИС да разговара са Ејми Понд тражећи од ње да га спасе, иако он нема своје координате, Ејми не може да лети ТАРДИС-ом, а она и није на ТАРДИС-у. Доктор жели Ејми срећан Божић пре него што пусти дугме и свемирски брод експлодира. |                                              |                 |               |                                                   |
| 2 | „Уточиште Далека”                            | Сол Мецштајн    | Стивен Мофат  | 2. септембар 2012. (, и )                         |
| Док Доктор пије чај, гласник са капуљачом га обавештава да жена, Дарла фон Карлсен, тражи његову помоћ да ослободи своју ћерку. Гласник даје просторно-временске координате планете Скаро. |                                              |                 |               |                                                   |
| 3 | „Град звани Милост”                          | Нил Гортон      | Тоби Вајтхаус | 16. септембар 2012. (, и )                        |
| Пролог за „Град зван Милост”, који приказује стварну израду и формирање Револвераша, од нормалног хуманоидног тела. Такође има објашњење стварања Револвераша у гласу Калер-Џекса. |                                              |                 |               |                                                   |
| 4 | „Велики детектив”                            | Маркус Вилсон   | Стивен Мофат  | 16. новембар 2012. ()                             |
| Мини епизода за Децу у невољи 2012; Вастра, Џени и Стракс покушавају да извуку Доктора из пензије у овом прологу за „Снежне људе”. |                                              |                 |               |                                                   |
| 5 | „Велики детектив”                            | Џон Хејс        | Стивен Мофат  | 17. децембар 2012. (онлајн) 20. децембар 2012. () |
| Пролог „Снежних људи”; Вастра, Џени и Стракс решавају још један случај. |                                              |                 |               |                                                   |
| 6 | „Звона Светог Јована − Преднаставак”         | Џон Хејс        | Стивен Мофат  | 23. март 2013. (онлајн) 29. март 2013. ()         |
| Фрустриран у потрази за Кларом, Доктор разговара са девојчицом на игралишту, за коју се открива да је Клара Освалд. |                                              |                 |               |                                                   |
| 7 | „Битка на Демонском тргу − Два дана касније” | Маркус Вилсон   | Стивен Мофат  | 25. март 2013. (, и )                             |
| Смештен након догађаја из епизоде „Добар човек иде у рат”, Мадам Вастра и Џени убеђују Стракса да им се придружи у Лондону 1890-их. Служи као пролог за „Снежне људи”. |                                              |                 |               |                                                   |
| 8 | „Рекла казала”                               | Сол Мецштајн    | Стивен Мофат  | 11. март 2013. ()                                 |
| Доктор и Клара разговарају о томе колико мало знају једно о другом у прологу за „Име Доктора”. |                                              |                 |               |                                                   |
| 9 | „Кларенс и Шаптачи”                          | Стивен Вулфеден | Стивен Мофат  | 26. мај 2013. (кућно издање)                      |
| Осуђени злочинац добија информације о Докторовој будућности од зликовних Шаптача у прологу епизоде „Име Доктора”. |                                              |                 |               |                                                   |

## Глумачка постава
Седми серијал је означио трећи и последњи пун серијал Мета Смита у улози једанаесте инкарнације Доктора. Карен Гилан и Артур Дарвил који глуме Ејми Понд и Рорија Вилијамса напустили су програм након пете епизоде. Одлука да се овај пар испише из серије била је заједничка одлука Гиланове и директора серије Стивена Мофата. Глумица је раније изјавила да не жели да се враћа у серију.
Дана 21. марта 2012. објављено је да ће Џена Колман заменити Гиланову и Дарвила у улози следећег сапутника. Била је на аудицији за улогу у тајности, претварајући се да жели да добије улогу у Мушкарцима на таласима (енгл. Men on Waves), анаграм за „Жену седам” (енгл. Woman Seven). Мофат ју је изабрао за улогу јер је најбоље радила уз Смита и могла је да прича брже од њега. Изјавио је да ће се њен лик разликовати од претходних сапутника, иако је покушао да задржи појединости њеног лика у тајности док не дебитује у божићном специјалу. У епизоди „Уточиште Далека”, Колманова се појављује као Освин Освалд, што је била тајна која чувана од јавности пре емитовања. Колманова је првобитно добила улогу викторијанске гувернанте по имену Џасмин, а затим је за другу аудицију добила и ликове Освин и Кларе. Првобитно је мислила да продуценти траже прави лик, али је касније схватила да је то био део Мофатовог плана „меке мистерије” да има вишеструке итерације Кларе у догађајима епизоде „Име Доктора”.
Гостујуће звезде су Дејвид Гјаси у првој, Руперт Грејвс, Дејвид Бредли, Рајан Стил и гласови Дејвида Мичела и Роберта Веба у другој, Бен Браудер, Адријан Скарборо и Герик Хејгон у трећој, Стивен Берков, Рути Хеншал и Џема Редгрејв у четвртој, Мајк Мекшејн у петој, Силија Имри у седмој, Дејвид Ворнер, Тобијас Мензис, Џејмс Нортон и Лијам Канингем у осмој, Дагреј Скот и Џесика Рејн у деветој, Ешли Волтерс десетој, Рејчел Стирлинг и њена мајка Дајана Риг у једанаестој, и Ворвик Дејвис и Тамзин Аутвајт у дванаестој епизоди.
Марк Вилијамс се појављује у другој и четвртој епизоди као Роријев отац. Алекс Кингстон се вратила у серију као Ривер Сонг у последњој Ејминој и Роријевој епизоди и завршници серијала. Ричард Е. Грант и Том Ворд добили су улогу у божићном специјалу 2012. заједно са младим глумцем Камероном Стрефордом који је играо млађу варијанту Грантовог лика. Ијан Мекелен се такође појавио у божићном специјалу, пружајући изворни глас Велике интелигенције. Грант се касније вратио на средини и у завршници серијала глумећи Велику интелигенцију.

## Продукција

### Развој
„Када почнете са тим ко ће бити тај који ће се укрцати на ТАРДИС, не можете да помислите на реч „сапутник”. Не можете мислити да они знају да су споредни лик у ТВ серији. Морате мислити да је то неко ко би одлетео тим ТАРДИС-ом, као и неко са ким би Доктор желео да путује у ТАРДИС-у. Доктор је прилично избирљив. Не воли свакога. Са њим је тешко изаћи на крај. Он заправо не склапа право пријатељство са било ким. А каква би то особа протрчала кроз та плава врата? Страшно много људи би кренуло у другом правцу, вероватно и ја, да будем искрен. Дакле, морате да замислите некога ко је спреман да каже 'Да!', да побегне са очигледно лудим човеком који има времеплов. То је ваша полазна тачка са тим ликом. Које су то тачке у њиховом животу? Које су одлуке донете због којих су позитивно одговорили на захтев за путовање са лудаком са лептир машном.”

Стивен Мофат 
BBC је наручио седми серијал од четрнаест епизода 8. јуна 2011. године. За специјал „Доктор, удовица и орман” су извршни продуценти били Стивен Мофат, Пирс Венгер и Керолајн Скинер. Бет Вилис је напустила BBC и дала отказ као извршни продуцент након 6. серијала, а и Венгер је такође отишао након божићног специјала па су Мофат и Скинерова остали као извршни продуценти за 7. серијал. Маркус Вилсон је остао као продуцент серије, а Денис Пол је продуцирао „Звона Светог Јована”, „Прстенове Акатена”, „Кошмар у сребрном” и „Име Доктора”. Продукција серије се преселила у нова студија Roath Lock у Кардифу усред продукције серијала 12. марта 2012, па је прва епизода која је тамо снимљена била божићни специјал у четвртом блоку са дебијем Колманиног лика. Међутим, објављено је да је каснија епизода коју је написао Нил Крос била прва коју је Колманова снимила. Мофат је изјавио да ће увођење новог сапутника „донекле [поново покренути] серију” и „натерати вас да на Доктора гледате другачије”.

### Сценарио
Мофат је изјавио да би седми серијал био супротан природи шестог који се састојао углавном од самосталних прича. Ово је подстрекнуто реакцијама обожавалаца на наслов „Хајде да убијемо Хитлера” када је откривен на крају епизоде „Добар човек иде у рат” без појединости о заплету. Рекао је сценаристима седмог серијала да га „улепшају великим, огромним, лудим идејама” и „напишу као филмски постер”. Тоби Вајтхаус, сценариста треће епизоде на тему дивљег запада, изјавио је да ће свака епизода имати више специфичног жанра, а његова је развијена из Мофатове идеје изнете у једној реченици. Самостална природа значила је да није било дводелних епизода или низова дугих прича. Према речима Дена Мартина из The Guardian-а, Мофат је изјавио да је циљ серијала „сажето приповедање”. Мартин је приметио да је „Уточиште Далека” открило више од неких четвороделних епизода у класичној серији.

### Промена дизајна
У складу са темом блокбастера, уводна шпица за први део серијала (и у специјалу „Снежни људи”) имала је другачији изглед наслова и логотипа како би одражавала концепт епизоде. Временски вртлог у низу наслова је такође био обојен плаво и зелено. Унутрашњост ТАРДИС-а је ре-дизајнирана почевши од божићног специјала, који је такође садржао нову уводну шпицу која је, по први пут од краја 26. сезоне 1989. године, приказала Докторово лице, заједно са новом оркестрацијом тематске мелодије. Мофат је приметио да ТАРДИС-ов дизајн постаје „прогресивно ћудљив” и више личи на „чаробно место” него на машину. Сет је дизајнирао сценограф серије, Мајкл Пиквоуд, који је изјавио да је нова унутрашњост такође требало да буде „мрачнија и ћудљивија” и да омогући лакши приступ „галерији” брода приликом снимања. Нови дизајн је омогућио да улаз буде централнији, а такође је вратио конзоли изглед дизајна из класичне серије.
У божићном специјалу Доктор је носио нови костим, повезујући се са љубичастом шемом боја, који је Смит описао као да „Врдалама Препредњаковић упознаје Доктора”. Мофат је описао нову одећу као „напредак” јер је Доктор био у „другој фази свог живота сада” и осећао се више „одраслим” и очинским. У другој половини серијала, Мофат је намеравао да покаже Доктора који се не облачи на потпуно исти начин сваки пут, слично Трећем Доктору (Џон Пертви) и Четвртом Доктору (Том Бејкер), који нису носили баш исту одећу али су задржавали заједнички „изглед”.

### Музика
Мареј Голд је компоновао музику за серијал уз оркестар Бена Фостера.

### Снимање
Снимање седмог серијала почело је 20. фебруара 2012. године. Друга и трећа епизода су прве ушле у продукцију у режији Сола Мецштајна. Велики део епизоде дивљег запада снимљен је у марту 2012. у пустињској области Алмерије у Шпанији, области која садржи улице у стилу дивљег запада које су коришћене у снимању многих филмова са вестерн окружењем. Снимање епизоде у Шпанији било је јефтиније од израде студија у Уједињеном Краљевству. Пета епизода, последња Ејмина и Роријева, снимљена је у Централ парку у Њујорку у априлу 2012, као и на Универзитету у Кардифу и на гробљу у Ланелију. Следећа је снимљена четврта епизода, једина епизода у трећем блоку продукције. Часопис Доктор Ху известио је да ће божићни специјал бити продуциран самостално у четвртом блоку. Крајем маја 2012. Колманова је примећена на имању у долини Гламорган како наводно снима божићни специјал. Међутим, епизода Нила Кроса, која је наводно прва снимљена са Колмановом, делимично је снимљена у Државном парку Маргам у јужном Велсу, отприлике у исто време и објављено је да је локација имања такође коришћена за ту епизоду, као и да је Мофат још писао божићни специјал. „Хладни рат” и „Гримизни ужас” су снимљени у јуну односно јулу 2012. године." Божићни специјал „Снежни људи” је почео са снимањем 6. августа. Снимање епизоде „Путовање у средиште ТАРДИС-а” је завршено у септембру 2012. године. „Звона Светог Јована” су снимана у Лондону од 8. до 16. октобра исте године. „Прстенови Акатена” су постали 100. епизода произведена од повратка серије 2005. иако је „Гримизни ужас” емитован као 100. епизода. Сцене за „Кошмар у сребрном” снимљене су почетком новембра 2012. и приказују нови дизајн Киберљуди.

## Издања

### Промоција
Смит, Гиланова, Дарвил, Мофат и Скинерова су промовисали серијал на званичној конвенцији Доктор Ху у Кардифу у марту 2012. године. На конвенцији је премијерно приказан први трејлер за серијал. Три промотивне слике Смита и Колманове објављене су осмог, једанаестог и тринаестог јуна. Нови материјал је приказан 15. јула 2012. на Међународној стрип-конвенцији у Сан Дијегу, који се састоји од исечака из друге и треће епизоде. Други трејлер за серију емитован је на BBC-у 2. августа као део репортаже о Олимпијским играма у Лондону. Трејлер од 90 секунди и промотивна слика су први пут постављени на интернет ујутру 2. августа. Епизода „Уточиште Далека” је приказана у Биоскопу Британског филмског института 14. августа и на Међународном телевизијском фестивалу MediaGuardian у Единбургу од 23. до 25. августа. Дана 25. августа је такође приказан у Њујорку. Након приказивања 14. августа, двадесетак слика високе резолуције из првих пет епизода објављено је на BBC-овом Доктор Ху веб-сајту. Тизер трејлер за „Утоичште Далека” објављен је 18. августа 2012, а дужа варијанта објављена је 25. августа. Дана 29. августа у поноћ, BBC је објавио уметничка дела у стилу постера за епизоде 2–5.
На крају „Снежних људи” први пут се појавио трејлер за другу половину серијала. Други је објављен 16. марта 2013. године. BBC је 1. марта 2013. објавио прву слику и наслов „Звона Светог Јована”. Ова епизода је први пут приказана за штампу 15. марта, иако штампи није било дозвољено да објави податке до 18. марта. Тог дана, BBC је објавио уметничка дела у стилу постера за епизоде 7–10. Пролог и трејлер за „Звона Светог Јована” објављени су 23. марта 2013, а друга слика је објављена три дана касније. Дана 18. априла 2013, BBC је објавио више уметничка дела у стилу постера за епизоде 11–13. Следећег дана објављени су наслов и постер за „Име Доктора”. Пролог завршнице, „Рекла, казала”, објављен је 11. маја 2013. на сервису BBC Red Button и на интернету. Гледаоци који су користили Red Button могли су да приступе прологу између 7:40 и поноћи сваке вечери, све док „Име Доктора” није емитовано 18. маја 2013. године.

### Емитовање
Званични Доктор Ху Twitter налог објавио је у марту 2012. да је планирано да шест епизода буде приказано 2012. године, међу њим и божићни специјал, након чега ће уследити осам у 2013. године. У јулу 2012. Смит је изјавио да ће серијал почети у августу, али је Мофат касније потврдио да ће изаћи у септембру. Део разлога зашто је серијал померен на почетак године био је тај што је Мофат сматрао да мрачније ноћи одговарају атмосфери програма, као и класичне серије које су првобитно емитоване почетком године. Изјавио је да је одлука о раздвајању серијала првобитно дошла од BBC-а, али је он био отворен за све што би „потресло [серијал]” и што би публику у ишчекивању заинтриговало попут неког значајног догађаја.
Прва епизода је емитована 1. септембра 2012. на каналу BBC One у Уједињеном Краљевству док је пета епизода емитована 29. септембра исте године. Божићна епизода је емитована 25. децембра 2012. на истом каналу у Уједињеном Краљевству, а прва епизода друге половине серије емитована је 30. марта 2013. године. Завршница серијала „Име Доктора” емитована је 18. маја исте године.
Серијал је премијерно приказан 1. септембра 2012. на каналу BBC America у Сједињеним Државама и на каналу  у Канади. Неколико минута након завршетка прве епизоде у Уједињеном Краљевству, она је објављена на ABC iview сервису у 5:10 ујутру 2. септембра 2012. године. Серијал је премијерно приказан 8. септембра 2012. на каналу ABC1 у Аустралији и 13. септембра 2012 на каналу Prime TV на Новом Зеланду.
„Снежни људи” су емитовани 25. децембра 2012. на каналу  у САД и истог дана на каналу  у Канади. Серијал је емитован следећег дана на ABC-у у Аустралији и на Prime-у на Новом Зеланду.
Прва епизода друге половине серијала „Звона Светог Јована” емитована је 30. марта 2013. на каналу BBC America у САД, на Space-у у Канади, следећег дана у Аустралији на ABC1 и у Јужној Африци на каналу BBC Entertainment. Prime TV је почео да емитује остатак серијала на Новом Зеланду 11. априла 2013. године.

### Кућна издања
Епизода „Доктор, удовица и орман” је објављена појединачно на DVD и Blu-ray форматима 12. јануара 2012, а епизоде 1–5 (назване „7. серијал: 1. део”) уследиле су 29. октобра 2012. у Региону 2 и 13. новембра 2012. у Региону 1. Други део је објављен 27. маја 2013. и садржи преостале епизоде плус божићни специјал из 2012. „Снежни људи”. Преосталих осам епизода, плус „Снежни људи”, објављене су на DVD и  форматима 27. маја 2013. у Региону 2, док је потоња епизода објављена у два одвојена издања 28. маја 2013. у Региону 1. Дана 12. маја 2013. комплет 7. серијал: 1. део грешком је послат купцима који су га унапред наручили преко интернет продавнице канала BBC America пре него што је серијал био у потпуности емитован, што је изазвало молбу директора серије Стивена Мофата да последњу епизоду задрже у „тајности” до емитовања. Комплет од 5 дискова који садржи свих 13 епизода плус божићне специјале „Доктор, удовица и орман” и „Снежни људи” објављен је 24. септембра 2013. у Региону 1 и 28. октобра 2013. у Региону 2.

## Пријем

### Рејтинзи
Серијал је добио снажан индекс уважавања, а све епизоде осим специјала „Доктор, удовица и орман” и епизода „Прстенови Акатена”, „Хладни рат” и „Кошмар у сребрном” у категорији „одличан” оцене од 85 или више. „Уточиште Далека”, „Анђели заузимају Менхетн” и „Име Доктора” достигли су 89, 88 и 88, при чему је оцена „Уточишта Далека” била већа од било које епизоде из претходне сезоне, а она од „Имена Доктора” више од завршнице серијала претходне сезоне.

### Критички пријем
На агрегатору рецензија Rotten Tomatoes, серијал има рејтинг одобравања од 100% на основу 8 рецензија критичара и просечну оцену од 8,82/10.
Рецензирајући прву половину, SFX му је дао 4/5 звездица, описујући га као „славно диван и неукротиво маштовит” уз похвале за писање, иако је открио да су „Диносауруси на свемирском броду” били „разочаравајући” и да је изглед Далека у првој епизоди деловао неопасно. Шери Лип из Cinema Lowdown-а је написала да је „Прва половина овог серијала била донекле разочаравајућа, са више епизода слабијих у односу на просек него оних квалитетних” са посебним освртом на епизоду „Диносауруси на свемирском броду” коју она описује као једну од њених „најмање омиљених епизода серијала”.
SFX је други део серијала назвао „најшкрипчијим серијалом епизода од 1988.” али је приметио да има „доста тога за уживање”, завршавајући рецензију речима „Срећом, 'Име Доктора' је све чему смо могли да се надамо од увертире у специјал за 50. годишњицу: диван, спектакуларног изгледа, фешта носталгије која се обрће.” Патрик Кавана-Спрол из Cultfix-а описао је други део као „повратак у форму” закључивши да: „Осим неколико мало слабијих епизода, 7. серијал био сјајан”.
Рецензирајући цео серијал за IGN, Марк Сноу га је оценио са 7,9/10 и написао да је серијал „буран”. Сматрао је да, иако су „концепти били скоро универзално јаки, нагуравање идеја вредних целог филма у самосталну 50-минутну епизоду неизбежно је оставило низове радње да висе”. Међутим, он је мислио да је „успео тамо где је то заиста било потребно – са снажним радом ликова, спорадично генијалним концептима приче и неким преокретима који мењају шоу који осигуравају да смо као и увек одушевљени за предстојећи ТВ догађај поводом 5 деценија”. Питер Канавис из Groucho Reviews-а оценио је серијал са 3,5/4 и написао да: „У претпоследњем серијалу епизода пре јубиларне године Доктора Хуа, извршни продуцент Стивен Мофат наставља да чуди својом способношћу да задржи Доктора који путује кроз време и простор у тако компликованим невољама.” Такође је похвалио глумачку екипу која је била „веома на врхунцу своје колективне игре” и причу „Немогуће девојке”. У својој рецензији седмог серијала издања за домаћу штампу, Марк Редферн из часописа Under the Radar је прокоментарисао да седми серијал „има своју порцију погодака и промашаја”, али „углавном проналази Доктора Хуа још увек у доброј форми”. Он је навео епизоде „Звона Светог Јована” и „Кошмар у сребрном” као „невероватне”, али је похвалио епизоде „Уточиште Далека” и „Анђели заузимају Менхетн” због увођења Кларе и одласка Пондових, као и „Скривање”, „Путовање у средиште ТАРДИС-а” и „Гримизни ужас”.